# Nido Qubein
Tiến sĩ Nido Qubein đến Mỹ khi ông còn là một thiếu niên chỉ với 50 đô la trong túi, không biết một chữ tiếng Anh, không ai quen biết. Cuộc đời của ông là cả một câu chuyện đáng ngạc nhiên về sự thành công.
Là một nhà giáo dục, ông là Hiệu trưởng của trường đại học High Point, một cơ sở giáo dục đại học và sau đại học với 4.500 sinh viên đến từ hơn 51 quốc gia. Ông là tác giả của 24 cuốn sách và chương trình ghi âm được phân phối rộng khắp trên toàn thế giới. Mỗi năm cơ sở giáo dục của ông trao tặng những suất học bổng cho 48 sinh viên có thành tích đáng khen ngợi. Cho đến nay quỹ Qubein đã trao hơn 700 suất học bổng, trị giá hơn 6 triệu đô la.
Là một nhà lãnh đạo doanh nghiệp, ông là chủ tịch của công ty Great Harvest Bread với 220 cửa hàng tại 43 tiểu bang. Ông đã tư vấn cho nhiều tổ chức quốc tế bao gồm cả BB&T (thuộc danh sách 500 công ty hàng đầu TG của Tạp chí Fortune với tài sản 164 tỉ USD), tập đoàn La-Z-Boy (một trong thương hiệu về nội thất lớn nhất và nổi tiếng trên toàn thế giới) và Dots Stores (một chuỗi các cửa hàng thời trang với hơn 400 địa điểm bán hàng trên khắp nước Mỹ).
Là một diễn giả chuyên nghiệp, tiến sĩ Qubein đã nhận được nhiều danh hiệu. Toastmaster Quốc tế đã vinh danh ông là Diễn giả hàng đầu về Kinh doanh và Thương mại và trao cho ông huy chương Golden Gavel. Ông là người trẻ nhất được lưu danh trong International Hall of Fame và là người sáng lập Hiệp hội Diễn giả Quốc gia tại Phoenix, Arizona. Ông thường xuyên được mời diễn thuyết cho các tập đoàn và tổ chức trên khắp thế giới.
Ông đã nhận được nhiều danh hiệu cao quý bao gồm huân chương cao quý của đảo Ellis, giải thưởng Horatio Alger cho những người Mỹ xuất sắc, huân chương của Hội Long Leaf Pine (giải thưởng cao nhất cho công dân phía Bắc Carollina), là tiến sĩ Luật, Đại sứ bán hàng và Tiếp thị Quốc tế của tập đoàn Free Enterprise, danh hiệu Công Dân Của Năm và Nhà Từ Thiện Của Năm tại thành phố quê nhà – Bắc Carollina – do High Point trao tặng, sự bổ nhiệm vào cương vị lãnh đạo thương mại của Global Society, và hơn 20 giải thưởng khác.